# Quebrada Santa Luisa
La quebrada Santa Luisa es un curso natural de agua intermitente que fluye en la Región de Antofagasta y desemboca en la caleta Cascabeles.
Esta quebrada confluye con la quebrada Perrito Muerto y Risopatrón indica para ambas la caleta de Cascabeles como desembocadura.

## Historia
Luis Risopatrón escribe en su Diccionario Jeográfico de Chile de 1924:
Santa Luisa (Quebrada de) 25° 17' 70° 20' Es seca, corre hácia el W i desemboca en la caleta de Cascabeles. 98, II, p. 589; i 156 (correjido en 1913).
Perrito Muerto (Quebrada de). 25° 19' 70° 20' Con vegas i un poco de agua a veces, nace en las cercanías del cerro del mismo nombre, corre hacia el W i desemboca en la ribera de la caleta de Cascabeles. 98, II, p. 389 i 509; i ni, p. 127 i carta de San Román (1892); 131; 155, p. 541; 156; i 161, II, p. 192.: 659 
Perrito Muerto (Agua del). 25° 16' 70° 20' Revienta a 985 m de altitud, al S de la sierra del Buitre. 137, cartas II i III de Darapsky (1900); i 156.
Entre el 25  y el 27 de marzo, el temporal del norte de Chile de 2015 generó inundaciones y aluviones en las ciudades de Chañaral, Copiapó, Taltal, Diego de Almagro, El Salado, Tierra Amarilla, Alto del Carmen, Vicuña, entre otras. Durante el día 24 de marzo
precipitaciones mayores a 50 mm en 24 hrs. se concentraron, principalmente, en la parte media y alta de la quebrada de Taltal. Al día siguiente hubo precipitaciones (entre 10 y 50 mm/24hr) en la parte baja de la cuenca de la quebrada Taltal;